# Tagatose
A tagatose, comercialmente conhecida como natrulose, é um monossacarídeo do tipo hexose, de fórmula química C6H12O6. Faz parte do grupo das cetoses. É um adoçante que possui a textura similar à da sacarose, porém com apenas 38% das calorias. Por não poder ser digerida, passa diretamente pelo organismo sem ser absorvida. 
Desde 2001, a tagatose é reconhecida como substância segura por especialistas da Organização Mundial da Saúde e da FAO. Uma vez que é metabolizada de forma diferente da sacarose, a tagatose tem um efeito mínimo sobre a glicemia e a insulina.
A tagatose está presente em pequenas quantidades nos produtos lácteos. Pode ser produzida comercialmente a partir de lactose, a qual é primeiramente hidrolisada em glicose e galactose. Pela adição de hidróxido de cálcio, a galactose é então isomerizada sob condições alcalinas para D-tagatose. A mistura resultante pode então ser purificada e a tagatose sólida é produzida por cristalização.